# Friedrich Bettinger
Friedrich Bettinger (vollständiger Name: Friedrich Rudolf Bettinger, * 29. März 1781 in Mannheim; † 5. September 1858 ebenda) war ein badischer Amtmann.

## Leben
Bettingers Vater war Kurpfälzischer General-Landeskommissariats-Rat. Nach dem Studium der Rechtswissenschaften in Heidelberg und Göttingen war Friedrich Bettinger 1808 Assessor in der Landvogtei Wertheim. Ein Jahr später wurde er Amtmann im Stadtamt Mannheim. 1826 ging er dann als Amtsvorstand an das Bezirksamt Neckarbischofsheim. Im April 1832 wurde er aus gesundheitlichen Gründen zunächst für sechs Monate beurlaubt, bevor er im Juli 1832 in den Ruhestand versetzt wurde.